# Флаг Ордынского района
Флаг Орды́нского муниципального района Новосибирской области Российской Федерации.
Флаг был утверждён 18 сентября 2008 года Решением Совета депутатов Ордынского района от 18 сентября 2008 года №267 и впоследствии пересмотрен и подтверждён Решением Совета депутатов Ордынского района от 30 сентября 2014 года №223, будучи внесён в Государственный геральдический регистр Российской Федерации с присвоением регистрационного номера 4487.
Флаг разработан Сибирской геральдической коллегией.

## Описание
«Флаг Ордынского района представляет собой прямоугольное полотнище, разделенное узким Андреевским крестом желтого цвета на четыре части: верхняя и нижняя части – синего цвета, боковые – зеленого. По центру полотнища проходит желтая вертикальная полоса, занимающая 1/23 длины флага. В центре полотнища флага наложен черный щит круглой формы, обремененный в центре летящей белой стилизованной чайкой и 20-ю круглыми белыми заклепками по окружности. Отношение ширины флага к его длине 2:3. Отношение диаметра щита к ширине флага составляет 0,4-0,5».

## Символика флага
Символика флага основана на аналогичной символике герба Ордынского района и частично основана на символике флага рабочего посёлка Ордынское.
Четверочастное деление щита отражает уникальное географическое положение Ордынского района, расположенного по обоим берегам Обского водохранилища, где зелень — это берега и их богатый растительный мир, а лазурь — это вода с ее природными обитателями.
Золотые колосья символизируют развитое в районе сельскохозяйственное производство, богатство и плодородие Ордынской земли. Золотые наконечники стрел — элемент исторического земельного герба Сибири. Вместе со щитом они напоминают о главном историческом событии, произошедшем на Ордынской земле — разгроме отрядов хана Кучума русскими войсками в битве на Ирмени в 1598 году. В результате этой победы Западная Сибирь окончательно вошла в состав Российского государства. Летящая чайка символизирует речной транспорт и рыбную отрасль. Кроме того, чайка — главная фигура герба административного центра района р.п. Ордынское. Фигура чайки, размещенная в центре районного герба, символизирует р.п. Ордынское и его ведущую роль в жизни Ордынского района.
Количество заклепок щита — 20, равно количеству сельских администраций района. Заклепки, вместе с чайкой, заключенные в круговую композицию флага, символизируют весь Ордынский район как единое целое, и в то же время отражают его административно-территориальное делении.